# كأس السوبر السعودي للسيدات
كأس السوبر السعودي للسيدات (بالإنجليزية Saudi Women's Super Cup)- هي بطولة كأس السوبر لكرة القدم النسائية السعودية، يتنافس فيها الفائزون والوصيفون في الدوري الممتاز وكأس الاتحاد السعودي لكرة القدم.

## التاريخ
في نوفمبر 2024م، أعلن الاتحاد السعودي لكرة القدم عن إطلاق كأس السوبر السعودي للسيدات، وذلك من أجل تعزيز مستوى المنافسة في كرة القدم النسائية وتقديم مباريات عالية الجودة. ومن المقرر أن تقام النسخة الافتتاحية في موسم 2025-2026م.  

## شكل المسابقة
ستقام المسابقة بنظام مركزي، حيث تتنافس أربعة فرق من خلال ثلاث مباريات (نصف نهائيين ونهائي). 
وستتكون الفرق الأربعة من:
- بطلة الدوري السعودي للسيدات
- وصيف الدوري السعودي للسيدات
- بطلة كأس السعودية للسيدات
- وصيف الكأس

وإذا تأهل فريق من خلال المسابقتين، فسيتم ملء المكان الشاغر بالفريق الأعلى تصنيفًا في ترتيب الدوري الإنجليزي الممتاز، والذي لم يتأهل بعد. وفي حالة عدم وجود تداخل، سيتم تحديد مباريات الدور نصف النهائي مسبقًا؛ أما إذا كان هناك تداخل، سيتم تحديد المواجهات عن طريق القرعة. 

## النهائيات حسب السنة
| الموسم  | مكان الاستضافة | الفائزون | نتيجة | الوصيف | الخاسرون في الدور نصف النهائي |
| ------- | -------------- | -------- | ----- | ------ | ----------------------------- |
| 2025–26 | سيتم تحديده    |          |       |        |                               |